# Ferdinand Seidl
Ferdinand Seidl (Novo mesto, 10 marzo 1856 – 1942) è stato un naturalista e geografo sloveno, uno dei più importanti del suo paese.
Si è occupato di storia naturale, matematica e fisica, dopo aver ottenuto il diploma a Graz. In seguito è stato professore a Krško, Gorizia e Novo mesto.
È autore di un centinaio di studi e di articoli pubblicati su riviste specialistiche in numerose lingue. La sua opera principale è Les Alpes de Kamnik ou de Savinja, leur formattino et leur aspect (1907-1908), una delle prime opere di geografia slovena.